# Zsanett-ügy
A közkeletűen csak Zsanett-ügynek nevezett esemény 2007-ben került a magyar társadalom figyelmének középpontjába. Egy fiatal nő azzal a váddal illetett több rendőrt, hogy azok igazoltatás közben nemi erőszakot követtek el ellene. A vádat hosszadalmas, ismert szakembereket is felvonultató pereskedés követte. A történések minősítése kétséges, a bírósági eljárások során nem sikerült megállapítani, hogy történt-e bűncselekmény. Az ügyben érintett rendőröket hivatali visszaélés és szolgálatban elkövetett kötelességszegés vétsége miatt megbüntették, ugyanakkor a nemi erőszak tényét a nagyszabású pótmagánvádas perben nem tudták bizonyítani. A Zsanett-ügy korábban példátlan bukási hullámot váltott ki a magas rangú állami vezetők körében, mélypontra juttatta a rendőrség iránti közbizalmat, és hosszú időre közbeszéd tárgyává tette a nők elleni erőszak kérdését.

## Zsanett
Az ügyet kirobbantó Zsanettről a keresztnevén kívül csak nagyon kevés tény tudható. Az eset idején 21 éves nőről személyi jogainak védelme miatt a sajtó következetesen nem közölt adatokat, arcát a tudósításokban rendre kitakarták, előéletéről csak a bulvársajtó írt egy keveset. Zsanett a történések idején a Hooligans együttes környezetéhez csapódó nő volt, aki az események idején már nem ápolt szoros személyes viszonyt az együttes tagjaival. A fiatal nő saját vallomása szerint az eset előtt nem sokkal abortuszon esett át. Zsanett már az eset előtt többször is említette, hogy meg akarták őt erőszakolni. Szintén kiderült, hogy Zsanett nagyszülei ugyanabban a faluban, Jászkiséren laktak, ahol az egyik megvádolt rendőr lakott, és korábban a két fiatal találkozhatott is. A perek idején tudódott ki, hogy a fiatal nő egy bevásárlóközpontban dolgozott eladóként, ám elbocsájtották, mert az üzlet tulajdonosa rájött, hogy a nő a bolt bevételeinek jó részét a saját zsebébe teszi. A lopással Zsanett félmillió forint kárt okozott, ami akkoriban három havi átlagjövedelemnek felelt meg, emiatt felfüggesztett börtönbüntetésre ítélték.

## A történések

### A Zsanett-változat
Zsanett állítása szerint 2007. május 4-én hajnalban Budapesten, a Múzeum körúton haladt személyautójával az Astoria irányába. 4:56 perckor a Nemzeti Múzeum sarkánál egy öt fős rendőrjárőr állította meg. A rendőrök előbb igazoltatták őt, majd kenőpénzt követeltek tőle annak ellenére, hogy az iratai rendben voltak. Zsanett megtagadta a pénz kifizetését. Ekkor a rendőrök közölték vele, hogy vérvételre viszik. Zsanettnek a saját autóját a buszmegállóban kellett hagynia. A rendőrautó hátsó ülésére szállították, ahol akkor a lányon kívül már három rendőr ült. A rendőrök 10-12 percig autóztak vele a városban, majd egy szűk utcában megálltak, ahol két rendőr eltávozott figyelni. Zsanett állítása szerint az egyik rendőr nemi erőszakot követett el ellene, a másik pedig ezzel egyidejűleg sikertelenül akarta őt orális szexre kényszeríteni. Az erőszaknál állítása szerint még egy inaktív rendőr volt jelen. Ezek után a rendőrök visszavitték a Múzeum körútra, majd hazakísérték őt a XIII. kerületi lakásába, ahol a lakásából levitettek vele 20 000 forintot, azt elvették tőle, megfenyegették, majd magára hagyták. Zsanett ezután az esetet elmondta az édesanyjának, majd a nőgyógyászához ment sérüléseiről látleletet készíttetni.

### A rendőrök változata
A rendőrök változata alapjaiban tér el a Zsanett által elmondottaktól. Ezek szerint a nő biztonsági öv használata nélkül vezetett. Az igazoltatásnál kiderült, hogy Zsanett iratai nincsenek rendben. (Három rendőr, köztük az igazoltatást végző szerint a nőnél semmiféle irat nem volt. Az igazoltatást nem végző két rendőr szerint voltak vele papírok, de azok hiányosan.) Amikor a rendőr hátrament az igazoltatást elvégezni, akkor Zsanett a kocsiban ült és sírt. Zsanett a rendőrnek elmondta, hogy a barátja elhagyta őt, az édesanyja pedig beteg. A rendőröknek meg kellett volna büntetniük a nőt, ehelyett azonban úgy határoztak, hogy hazakísérik. A pénz kizsarolását és átvételét, illetve a nemi erőszakot mindannyian következetesen tagadták.

## Az ügy története

### Lassan induló nyomozás
Az események napján (2007. május 4-én, pénteken) Zsanett elment a XIII. kerületi rendőrségre, és ott megkísérelt feljelentést tenni. Itt tájékoztatták, hogy a Rendőrség nem nyomozhat olyan ügyben, ahol az elkövetők rendőrök, ezért Zsanett ügyét továbbküldték a Nyomozó Ügyészségre. A Nyomozó Ügyészség azonban csak a hétvége után látott hozzá az ügy tényleges feltárásához. Május 4-én az ügyészség bekérte az aznap szolgálatot teljesítő rendőrök névsorát, ám elmulasztotta a VIII. kerületi rendőrkapitányságtól a közterületi kamerafelvételek bekérését. A kamerafelvételek bekérésére csak május 9-én került sor, ám a filmeket csak 5 napig tárolták, így azokat az ügyészség már nem tudta megszerezni. A Kálvin téri üzletház kameráinak képeit május 8-án próbálták meg először megszerezni, majd a felvétel kinyerésének kudarca után csak május 21-én próbálkoztak újra, ám a felvételeket addigra a rendszer felülírta. Szintén csak május 21-én keresték meg a Kálvin téren működő bankfiókot, ahol szerencsére még megvoltak a kameraképek. Az érintett rendőrautó lefoglalására csak május 18-án, a rendőrök ruhájának lefoglalására csak május 23-án került sor. 
A bizonyítékok begyűjtése mellett késedelmet szenvedett a gyanúsítottak beazonosítása is. Az ügyészség május 8-án kérte be a esemény idején szolgálatban lévő REBISZ-munkatársak névsorát, ám a REBISZ a listát csak három nap múlva adta át, majd 14-én a listát kiegészítette. (A gyanúsítottak neve ezzel a második listával jutott el az Ügyészséghez.) A gyanúsítottakat május 17-én, a szembesítés után nevezték meg. 
A későbbi per során a vád képviselői többször is utaltak arra, hogy a munka lassúsága a bizonyítékok megsemmisüléséhez vezetett, illetve lehetőséget teremtett a gyanúsítottaknak az összebeszélésre és a nyomok eltüntetésére. Szintén erre a lehetőségre hívta fel a figyelmet a TASZ által összeállított szakértői csoport is.

### A Zsanett-ügy kirobbanása
A szélesebb közvélemény 2007. május 14-én értesült az ügyről, amikor Zsanett interjút adott a juj.hu bulvárportálnak. Az interjúban Zsanett azt állította, hogy a Múzeum körúti igazoltatás során a rendőrök nemi erőszakot követtek el ellene, majd kifosztották. A vezető hírportálok által is átvett anyag érezhető felháborodást váltott ki a társadalomban. 
Az ügyészségi nyomozás az interjú nyilvánosságra kerülése után felgyorsult. Az ügyészség megszervezte, hogy Zsanett azonosíthassa a rendőröket. Az azonosítást a sajtó figyelmének kereszttüzében bonyolították le, a folyamat látványos eredménnyel járt. A nő a rendőrjárőr két tagját tudta azonosítani. Az azonosított rendőröket kollégáik a helyszínen őrizetbe vették, és megbilincselve vezették ki őket a rendőrség épületéből.

### Vezetők bukási hulláma
A sajtó az ügy kirobbanása után egyre nagyobb nyomás alá helyezte a kormányzatot. Több véleménycikk is kész tényként kezelte a rendőrök által elkövetett nemi erőszakot, fűtve ezzel a 2006-os zavargások után egyébként is rendőrellenes közhangulatot. Az eset kirobbanását követően Gyurcsány Ferenc miniszterelnök 2007. május 19-én bejelentette, hogy meneszti Gergényi Péter budapesti rendőrkapitányt és Bene László országos rendőrfőkapitányt. Ezzel azonban a miniszterelnök nem tudta elcsitítani a felháborodás egyre magasabbra csapó hullámait. A közvetlen politizálástól mindig távolságot tartó piacvezető Blikk május 20-i számában Petrétei József eltávolítását követelte a miniszterelnöktől. Szintén Petrétei elbocsájtását követelte a Fidesz és az MDF. A kormányon belül megingott helyzetű Petrétei József másnap felmentését kérte a miniszterelnöktől, aki a lemondást május 31-i határidővel elfogadta. Gyurcsány ugyanekkor elmozdította helyéről a REBISZ vezetőjét, Dobozi Józsefet is. Május 21-én a Nemzetbiztonsági Hivatal főigazgatója, Galambos Lajos vezérőrnagy nyújtotta be lemondását a miniszterelnöknek, miután a Blikk bulvárújság arról írt, hogy az NBH érintetté vált a Zsanett-ügyben. A lemondást Gyurcsány Ferenc a hónap végi dátummal fogadta el.

### Megmozduló civilszféra
Az ügyet felkaroló Társaság a Szabadságjogokért kezdettől fogva tényként kezelte, hogy Zsanettet a rendőrök megerőszakolták. 2007. június 2-án a TASZ nyilatkozatot adott ki, amelyben Zsanett-tel való szolidaritásra buzdították a közvéleményt, és elítélték a Zsanett szavahihetőségét megkérdőjelező hangokat. A TASZ nyilatkozatát számos ismert közéleti szereplő támogatta aláírásával, pl. Tamás Gáspár Miklós, Ángyán József, Schiffer András, Elek István.

### Felgyorsuló nyomozás
Az ügy kitudódása után a nyomozás felgyorsult. A sajtó és a közvélemény is fokozott érdeklődést mutatott a téma iránt, a felek jogi képviselői pedig a sajtó kiszolgálásával próbálták meg a közvélemény rokonszenvét megnyerni. A jogi képviselők a hozzájuk eljutott és ügyfeleik számára kedvező nyomozati eredményeket szinte azonnal továbbadták az újságíróknak, a kedvezőtlen eredményeket pedig megpróbálták hitelteleníteni. 
- A rendőröktől lefoglalt szolgálati ruhákon nem találtak Zsanett-től származó biológiai anyagmaradványokat.[12][13] Azt nem tudták megállapítani, hogy a rendőrök kimosták-e a ruhákat.
- A Zsanett által beadott blúzon a szakértő két személy DNS-ét találta meg, ám azok egyike sem volt azonos a rendőrök mintáival.[12]
- A Zsanett által viselt farmernadrágon egy személy DNS-ét találták meg, az azonban nem volt azonos a rendőrök mintáival.[14]
- A szintén Zsanett által szolgáltatott fehérneműn csak Zsanett saját DNS-ét találták meg, a rendőrökét nem.[12][13] A fehérnemű loboratóriumi vizsgálata során nem találtak spermiumokat.[12]
- A rendőrautó átvizsgálásával azt próbálták bizonyítani, hogy Zsanett vallomásának megfelelően ült a rendőrök autójában. A lefoglalt járműben 30-at meghaladó számú hajszálat találtak, ezek közül egyik sem volt Zsanetté. Szintén nem találták meg a Zsanett által az igazoltatáskor viselt póthaj mintáit. A későbbi per során elhangzott, hogy az autót az igazoltatás után, de még a lefoglalása előtt valamikor kitakaríthatták, illetve az ügyészség által megrendelt DNS-vizsgálat és a hajhagymával nem bíró hajszálak szemrevételezéses vizsgálata elégtelen volt. A hajszálak elemzésével nem sikerült bizonyítani, hogy Zsanett ült volna a rendőrautóban.
- A rádiótelefonok cellainformációi első pillantásra Zsanett állításait igazolták. A rendőrök telefonjai közül három a Múzeum körút érintett szakaszát kiszolgáló Bródy Sándor utcai adótorony helyett a távolabb fekvő ferencvárosi tornyokra váltott, majd később visszatért a Múzeum körúthoz. A rendőrök azt állították, hogy néhányan egy szabálytalankodó autóst követtek. Zsanett jogi képviselője a cellainformációkat Zsanett igazának bizonyítékaként kommentálta.[15][16]

## Perek

### Vádhatósági büntetőeljárás a rendőrök ellen
A rendőrjárőr tagjai ellen a katonai ügyészség kezdett eljárást. Az ügyészség az ügy részletes vizsgálata után arra jutott, hogy a Zsanett elleni erőszak nem történhetett meg a Zsanett által elmondott módon, ezért nemi erőszak ügyében nem emelt vádat a rendőrök ellen. Az ügyészség azonban nagyon is bizonyítottnak látta, hogy az intézkedés során a rendőrök mulasztásokat követtek el, ezért kötelességszegés és hivatali visszaélés miatt vádat emelt a rendőrjárőr tagjai ellen.
A Fővárosi Bíróság Katonai Tanácsa előtt a rendőrök azt vallották, hogy Zsanett sírt, amikor megállították, és a barátjával történt szakításra hivatkozott. Papírjai nem voltak nála, ezért a rendőrjárőr vezetője úgy döntött, hogy a ’’polgárbarát rendőrség’’ szlogent szem előtt tartva hazakísérik Zsanettet. (Ez az ügyész szerint nem számított szabályos eljárásnak, a rendőrök közvetlen felettese szerint viszont igen.) A járőrkörzetből történő kilépést többször is megkísérelték közölni a feljebbvalókkal, ám a rádiós kapcsolatfelvétel sikertelen volt. Engedély hiányában végül önkényesen elhagyták a területet, és hazavitték a fiatal nőt, aki odahaza megtalálta az igazolványait és igazolta magát. A bíróságon testőrök kíséretében megjelent Zsanett tagadta a papírjai hiányát és a sírást is. Zsanett a bíróság előtt megismételte a nemi erőszakra vonatkozó vádat is, ám ez (a vádirat erre vonatkozó pontjainak hiányában) nem képezte az eljárás tárgyát.
Az elsőfokú bíróság bizonyítottnak látta, hogy a járőrkörzet elhagyásával a rendőrök elkövették a kötelezettségszegést. Szintén kötelezettségszegést jelentett, hogy a papírok nélkül vezető nőt nem jelentették fel, aki így mentesült a felelősségre vonás alól. A bíróság az öt rendőrt bűnösnek mondta ki szolgálatban elkövetett kötelességszegésben, ezért az első-, másod- és harmadrendű vádlottak 150-105 ezer forint közötti pénzbüntetéseket, két társuk pedig megrovást kapott. Az első-, másod- és harmadrendű vádlottakat az elsőfokú bíróság felmentette a hivatali visszaélés vádja alól. A másodfokú bíróság az ítélet legfontosabb részét jóváhagyta, mindössze a negyed- és ötödrendű vádlott megrovását súlyosbította 72 ezer forintnyi büntetéssé.
Zsanett ügyvédje az ítélet ellen óvást nyújtott be, ám azt elutasították.

### Pótmagánvádas eljárás a rendőrök ellen
Zsanett ellen 2008 januárjában – még a rendőrök elleni katonai bírósági eljárás vége előtt – az ügyészség hamis vád miatt nyomozást indított.
A társadalomban a nemi erőszak vádja talált a legnagyobb visszhangra, a sajtó és a közvélemény is erre reagált a legnagyobb intenzitással. Az ügyészség azonban nem látta bizonyíthatónak az erőszakos közösülést, ezért szemérem elleni erőszak ügyében nem emelt vádat a rendőrök ellen. A rendőrök bűnösségének bizonyítására Zsanett jogi képviselőjének egy pótmagánvád keretében nyílt lehetősége, ahol az erőszak megtörténtét Zsanett ügyvédjének kellett bizonyítania. Az ügyvéd 2008 nyarán kezdeményezett pótmagánvádi eljárást az öt rendőr ellen a Fővárosi Bíróságon. Ezt követően az ügyészség a Zsanett elleni nyomozást felfüggesztette.
A pótmagánvádas pert a sajtó kiemelt figyelemmel kísérte, a köztudatban is ez maradt meg leginkább a Zsanett-ügy perei közül. A tárgyalássorozat 2008. november 17-én kezdődött Budapesten.

#### Tanúk vallomásai
A tanúkat 2008 novemberétől hallgatta meg a bíróság. A tanúknak mindkét oldal jogi képviselői és a bíró is kérdéseket tehetett fel.
- Zsanett korábbi barátját, a Hooligans gitárosát ez első napon hallgatták meg. A tanú megismételte korábban elmondott vallomását, miszerint Zsanett az ő lakásától indult haza, majd később őt hívta fel segítségért. Megerősítette, hogy Zsanett neki csak a nemi erőszakról beszélt, de a rendőrök fenyegetőzését és a pénz kizsarolását nem említette.[21][22]
- A védelem javaslatára több személyt is meghallgattak Zsanett régi iskolatársai közül. Volt középiskolai osztálytársa számolt be arról, hogy a középiskola idején Zsanett többször is beszélt nekik az ellene elkövetett nemi erőszakról. Az osztálytárs Zsanett védelmében feljelentést tett az ügyészségen, ám Zsanett ezután komolyan megfenyegette őt. Az általa elmondottakat több más volt osztálytárs is megerősítette.[21]
- Meghallgatták azt a volt osztálytársat, aki ellen Zsanett korábban nemi erőszak miatt feljelentést tett. Zsanett állítása szerint a korábban vele együtt járó férfi a szakításuk után telefonon zaklatta őt, erre a férfi azt állította, hogy a Zsanettnek kölcsönadott pénzét szerette volna visszakapni.[21][22]
- Zsanettet támogató vallomást tettek a nő hozzátartozói. Édesanyja szerint Zsanett precíz ember, mindig magával viszi az igazolványait. Az anya megismételte a Zsanett volt barátja elleni vádat is, miszerint a férfi szakításuk után zaklatta és megerőszakolta Zsanettet.[22]

#### Igazolható és nem igazolható részletek
A bíróság részletesen vizsgálta, hogy a vád által megfogalmazott nemi erőszak az ismert időkeretek között megtörténhetett-e. A kérdéses időpontban az események helyszínén térfigyelő kamerák működtek, illetve az eseményekben részt vevő felek aktívan használták a birtokukban lévő technikai eszközöket. Az eszközök által rögzített események ugyan nem fedték le a teljes eseménysort, de olyan időpontokat rögzítettek, amelyek kijelölik az események sarokpontjait. Szintén támaszkodott a bíróság a Múzeum körúton menetrend szerint közlekedő járatok sofőrjeinek vallomására.
Sem a rendőrök, sem Zsanett, sem a technikai eszközök nem adtak támpontot arra nézvést, hogy miért húzódott el az igazoltatás ilyen hosszú ideig. 
| Időpont | Történés | Forrás                                                             | Megjegyzés |
| ------- | --- | ------------------------------------------------------------------ | --- |
| 4:54    | Zsanett személyautója a Múzeum körútra érkezik a Baross utca felől. Nem sokkal később utána érkezik egy rendőrautó.                                                                             | Kálvin téri bank térfigyelő kamerája                               | Zsanett vallomása szerint a mögötte haladó rendőrautó jelzésére állt meg. Az ügyészség szerint a felvételen látható rendőrautó nem azonos az igazoltatást végző rendőrök járművével, a lányt az út szélén álló rendőr intette le. |
| 4:56    | Zsanett személyautóját megállították a Múzeum körúton. | Kamerák, Bródy Sándor utcai rádiótelefon-torony                    | |
| 5:02    | Zsanett segélykérő SMS-t ír barátjának, Késmárki Zsoltnak. | rádiótelefon                                                       | |
| 5:09    | A rendőrjárőr három tagja a járőrautóval a Múzeum-körúton szabálytalanul megforduló személyautó után eredt. A Zsanettet igazoltató két rendőr a helyszínen maradt, az igazoltatás folytatódott. | Kálvin téri bank térfigyelő kamerája, Rádiótelefon cellainformáció | A vizsgálat kezdetekor Zsanett ügyvédje szivárogtatta ki a sajtónak, hogy a rendőrök telefonja az igazoltatás alatt Ferencváros felé mozdult el. Az ügyvéd állítása szerint ekkor történt az erőszak, Ferencvárosban számos olyan szűk és sötét utca van, amely megfelel a Zsanett által meghatározott jellemzőknek. Később kiderült, hogy a szabálytalankodó autó üldözése miatt jelentkezett be három rendőr telefonja a ferencvárosi irodaházak tetején lévő adótornyokhoz. Zsanett ezzel szemben azt állította, hogy az erőszakolás előtt a rendőrök az Astoria felé indultak vele. |
| 5:12    | A szabálytalanul megforduló autót követő rendőrautó visszatér a Múzeum körútra. | Kálvin téri bank térfigyelő kamerája.                              | A térfigyelő kamera nem készített folyamatos képet. A felvétel mozgásra kapcsolt be, így az egyes felvett események között akár 13 másodperces ugrások is voltak. A kamera képeit Tuza Péter perbeszédében manipuláltnak nevezte. |
| 5:12    | A helyszínen áthaladó busz vezetője észleli Zsanett autóját és a körülötte intézkedő rendőröket.                                                                                                | [ 26 ]                                                             | |
| 5:19    | Az egyik rendőr telefonál. | Rádiótelefon, Bródy Sándor utcai adótorony                         | |
| 5:21    | Zsanett ismerősének a "Kurva nagy baj van" üzenetet küldte. | Rádiótelefon, Bródy Sándor utcai adótorony                         | Zsanett a tárgyaláson Miklós Árpád ügyvéd kérdésére azt állította, hogy ezt az SMS-t a nemi erőszak előtt küldte. |
| 5:21    | A rendőrjárőr elhagyta a Múzeum körút előtti útszakaszt. | Rádiótelefon, Bródy Sándor utcai adótorony                         | |
| 5:27    | A rendőrjárőr autója a Váci úton haladt, az egyik telefonáló rendőr telefonja bejelentkezett a Váci út 36. sz. épület tetején lévő adótoronyhoz.                                                | Rádiótelefon, Váci út 36. adótorony                                | Ezzel egy időben egy irodaház térfigyelője észleli Zsanett járművét és az azt követő rendőrautót. Az ügyészség szerint Zsanett nem ült be az öt rendőr közé, hanem saját autójában ment haza. Ezt látták a Váci úti térfigyelő kamerák is. |

A bíróság megállapította, hogy a történések ideje alatt van egy 4 perc 22 másodperces szakasz, amely alatt sem a kamerákon nem voltak láthatók az események szereplői, sem rádiótelefon-használat nem történt, és mind az öt rendőr a helyszínen tartózkodott. A kérdés tisztázására a bíróság 2009 májusában helyszíni tárgyalást rendezett, amikor megvizsgálták az erőszak szóba jöhető helyszíneinek távolságát. A legkisebb távolságra lévő helyszín távolsága is 6 percre adódott oda-vissza. (Az ott tartózkodás idejét nem számították bele.) Ez erősen kétségessé tette a Zsanett által felvázolt erőszak időbeni lefolytathatóságát, hiszen már a helyszín megközelítése és elhagyása is meghaladta azt az időkeretet, amely az erőszakhoz rendelkezésre állhatott.

#### Szakértők csatája a bíróságon
A bíróság az erőszakra lehetőséget teremtő időkeret meglétén túl vizsgálta azt is, hogy az erőszak megtörtént-e. A bíróság ennek érdekében szakértők véleményeit hallgatta meg, illetve megvizsgáltatták a még elérhető bizonyítékokat.
A tárgyalás során három olyan pszichológust hallgattak meg, aki megvizsgálta Zsanettet az igazoltatás után. 
- 2007 májusában, nem sokkal az igazoltatás után Görög Éva az ügyben nyomozó Ügyészség felkérésére vizsgálta meg a fiatal nőt. Görög Éva Zsanettet sértődékeny és agresszív emberként írta le, aki szereti magára vonni a figyelmet. Az erőszakra vonatkozó történetet élményszerűtlennek, összefüggéstelennek írta le. Görög szakvéleménye szerint nem valószínű, hogy a rendőrök erőszakot követtek volna el Zsanett ellen.[31]
- Bagdy Emőke Tuza Péter felkérésére 2007 nyarán vizsgálta meg Zsanettet. Szakvéleményében leírta, hogy Zsanettet poszttraumás stressz gyötri, ami nem szimulálható tünet. Bagdy szerint Zsanettet kétségkívül megerőszakolták, és segítségre van szüksége.[32] Bagdy szakvéleményét a rendőrök elleni büntetőper során ismertették először. A Zsanett számára kedvezőtlen ítélet (a vádemelés elutasítása) feldühítette Bagdyt, ezért 2008 júniusában a nagy nyilvánosság előtt visszaadta igazságügyi szakértői jogosítványát.[33][34] A pótmagánvádas tárgyaláson a bíróság Bagdy Emőkét nem szakértőként, hanem tanúként hallgatta meg.
- Kovács Józsefet a két egymásnak ellentmondó szakértői vélemény ismeretében rendelte ki a bíróság Zsanett vizsgálatára. A vizsgálatra két évvel az események után, 2009 júliusában került sor. Kovács szakvéleményében inkább Bagdy álláspontját erősítette meg. Kovács Lajos szerint Zsanettet csakugyan érte nemi erőszak, ám az nem állítható biztosan, hogy az erőszakot a Múzeum körúti rendőrök követték volna el.[35]

A különböző szakvélemények közötti ellentmondások feloldására a bíró szembesítette Görög Évát és Kovács Józsefet. A szembesítés után derült ki, hogy Bagdy Emőke az igazságügyi szakértői kamara előtt alkalmatlanság címen kizárási eljárást kezdeményezett Görög Éva ellen.

#### Ítélet és másodfokú eljárás
A Fővárosi Bíróság 2010. március 8-án kihirdetett ítéletében a megvádolt rendőröket felmentette. A bíróság az indoklásban kiemelte, hogy a vád tárgyává tett esemény a kijelölt időkeretben nem történhetett meg. A bíróság ezért a vádlottakat a nemi erőszak tárgyában nem bizonyítottság hiányára hivatkozva, hanem bűncselekmény hiányában mentette fel. A bíró indoklásában is visszatért a tárgyalás folyamán többször is felbukkanó kérdésre: miért kellett egy egyszerű közúti igazoltatásnak 25 percen át húzódnia? A bíró szerint a vád és a védelem sem adott választ erre a kérdésre, ebből bíróként arra következtetett, hogy a vádlottak és Zsanett is titkolnak valamit. Azonban a hosszú igazoltatástól függetlenül a térfigyelő kamerák, az elektronikai eszközök adatai és a tanúk vallomásai a vádlottak védekezését támasztotta alá, a Zsanett által elmondottaknak pedig ellentmondott. A megvesztegetés megtörténtét a bíróság nem tudta a nemi erőszakhoz hasonló logikai úton kizárni, ugyanakkor a vád sem tudta állításait bizonyítani, így a vádlottakat e vádpontban bizonyítottság hiányában mentették fel. Az ítélet ellen Zsanett ügyvédje fellebbezett.
A másodfokú eljárást a sajtó már nem kísérte akkor a figyelemmel. A Fővárosi Ítélőtáblán zajló másodfokú eljárás eredménye csak csekély mértékben változtatott az első fokú bíróság felmentő ítéletén. A bíróság a nemi erőszakra vonatkozó vádban bizonyíték hiányát megállapítva mentette fel az öt rendőrt, míg a vesztegetés és zsarolás tárgyában az elsőfokú ítélet megállapításait helybenhagyta.
Az ügyben megvádolt rendőrök számára 2014-ben az állam kártérítést fizetett ki a börtönben töltött 30 nap miatt.

## Az ügy utóélete a nyilvánosságban
A Zsanett-ügy arról is emlékezetes maradt, hogy rávilágított a sajtó közvéleményt formáló szerepére, illetve a magyarországi sajtótermékek ideológiai alapú megosztottságára. Főként a bulvársajtó volt az, amely az első pillanattól kezdve felkapta az ügyet, és a közvéleményt kész tények elé állítva próbálta meg irányítani. Az ügy kirobbanása utáni napokban a bulvármédia szinte tényként kezelte, hogy szolgálatban lévő rendőrök megtámadták és megerőszakolták a fiatal nőt. Erre a jelenségre már 2007-ben felhívta a figyelmet Péterfalvi Attila, aki kiemelte ártatlanság vélelmének jelentőségét. Az ügyészségi nyomozás előrehaladtával a bulvársajtó látványosan irányt váltott; a rendőrök helyett már Zsanettet kompromittáló adatokat jelentettek meg. Ezt a hullámot támogatta az egyik vádlottat képviselő Magyar György is, aki a rádióban Zsanettot eufemizmussal élve könnyűvérű, szexuális kapcsolatra könnyen kapható nőnek írta le. (Magyart kijelentése miatt az ügyvédi kamara figyelmeztette.)
Az ügy hosszú távon megmaradt a nyilvánosságban. Az ítéletet a feminista, emberi jogi kérdésekre fókuszáló, nyugatos politikai orientációt képviselő publicisták súlyos sérelemként élték meg. Részükről az ítélet úgy kommentálták, mint a nők elnyomásának újabb jelét egy férfiközpontú társadalomban. Ezzel ellentétes álláspontot képviseltek a feminizmussal szemben általában kritikus felületek, amelyek a baloldali sajtó rendőrök elleni összehangolt fellépését és az önmagukat áldozatnak feltüntető nők kijelentéseinek adott feltétlen hitelt rótták fel ellenfeleiknek.